# Carl Friedrich von Rumohr
Carl Friedrich Ludwig Felix von Rumohr (født 6. januar 1785, død 25. juli 1843) var en tysk kunsthistoriker, søn af Henning von Rumohr.
Sin barndom tilbragte von Rumohr, der ved sin afstamning og sine godsbesiddelser i Lauenburg var dansk undersåt, i Lübeck, sine studieår i Göttingen, Heidelberg og Dresden. På gentagne rejser i Italien drev von Rumohr med stor iver kunsthistoriske forskninger og nedlagde disse i sine værker: Italienische Forschungen (3 bind, Berlin 1827—31) og Drei Reisen nach Italien (Leipzig 1833). 
Andre kunsthistoriske værker helligede han særlig træsnittets og kobberstikkets historie, på det sidste område var han udmærket bevandret og stod sammen med J.M. Thiele for det store arbejde med ordningen at den kongelige kobberstiksamling i 
København. Foruden kunsthistorie dyrkede den alsidige og aandfulde mand skønlitteraturen, udgav undersøgelser fra det nationaløkonomiske område og forsømte heller ikke mere materielle studier, hvad hans Geist der Kochkunst (Stuttgart 1828) viser.